# 伯溫 (內布拉斯加州)
伯溫（英語：Berwyn）是位於美國內布拉斯加州卡斯特縣的村。

## 人口
根據2020年美國人口普查的數據，伯溫的面積為0.66平方千米，皆為陸地。當地共有人口75人，而人口密度為每平方千米114人。